# Cerul de la miezul nopții
Cerul de la miezul nopții (în engleză The Midnight Sky) este un film SF american din 2020 regizat de George Clooney după un scenariu de Mark L. Smith bazat pe romanul din 2016 Good Morning, Midnight de Lily Brooks-Dalton. În rolurile principale au interpretat actorii George Clooney, Felicity Jones și David Oyelowo. Clooney este un om de știință care trebuie să se aventureze prin Cercul polar arctic pentru a avertiza o navă spațială care se întoarce pe o planetă Pământ devastată fatal de o catastrofă globală.
A fost produs de studiourile Smokehouse Pictures și Anonymous Content și a avut premiera la 11 decembrie 2020, fiind distribuit de Netflix. Coloana sonoră a fost compusă de Alexandre Desplat. 
Cheltuielile de producție s-au ridicat la 100 de milioane de dolari americani .

## Distribuție
Au interpretat actorii:
- George Clooney - Augustine Lofthouse
  - Ethan Peck - Augustine tânăr
- Felicity Jones - Dr. Iris "Sully" Sullivan
  - Caoilinn Springall - Iris tânără
- David Oyelowo - Adewole, Comandantul navei spațiale Aether
- Kyle Chandler - Mitchell
- Demián Bichir - Sanchez
- Tiffany Boone - Maya
- Sophie Rundle - Jean Sullivan
- Tim Russ - Mason Mosley
- Miriam Shor - soția lui Mitchell

## Producție și primire
A avut recenzii mixte de la critici, dar a fost numit unul dintre cele mai bune zece filme din 2020 de către National Board of Review.